# Ali Schirasi
Ali Schirasi (oder Ali Schirazi, persisch: ʿAlī Šīrāzī; * 1940 in Iran) ist ein iranischer Autor, der seit seiner Flucht, mit seiner Frau und den zwei Kindern 1986 nach Westdeutschland, in Deutschland lebt und seit 2007 in seinem Weblog, beinahe täglich über die Geschehnisse im Iran berichtet.

## Leben
Mit 16 wurde Schirasi Grundschullehrer, später qualifizierte er sich an der Pädagogischen Hochschule zum Oberstufenlehrer für Mathematik. Er bereitete auch Schüler auf die Aufnahmeprüfung zur Universität vor. Während der Schahzeit war er zu 10 Jahren Haft verurteilt worden, konnte diese aber 1978 dank des Internationalen Komitees vom Roten Kreuz vorzeitig beenden. Nachdem er nach der Revolution von 1979 wieder verhaftet worden war, konnte er 1986 mit seiner Frau und den zwei Kindern nach Deutschland fliehen.
Heute lebt er als freier Schriftsteller in Deutschland und tritt mit zahlreichen Lesungen, Vorträgen und Veranstaltungen an die Öffentlichkeit. Von ihm sind mehrere Bücher auf Deutsch und Persisch erschienen. Sein Buch Steinregen umfasst u. a. die Erzählung Hoffnungen ohne Ende, die im April 2002 mit dem Ingeborg-Drewitz-Literaturpreis für Gefangene ausgezeichnet wurde.
Ali Schirasi betreibt seit 2007 einen Weblog mit aktuellen Berichten zum Geschehen im Iran.
Ali Schirasi ist mit der iranischen Schriftstellerin  Solaleh Schirasi verheiratet.

## Werke
- Lebt wohl Freunde. Erinnerungen aus dem Ewin-Gefängnis, Iran. 1995
- Die Nacht zerbricht – Flucht aus dem Iran 1997
- Farchunde, die Tochter des Landrats. Persische Erzählungen. Oldenburg 1999
- Geisterhochzeit. Persische Erzählungen 2001
- Weder Kopftuch noch Handgranate 2004
- Steinregen 2005
- Der Sonne entgegen 2005
- Die Wüste glimmt 2012